# ローテンフルー山
ローテンフルー山（ローテンフルーさん、独: Rotenfluh, Rotenflue）は、中央スイスのシュヴィーツ州東部にある山。

## 概要
スイスアルプスの一部で、標高は 1,571m である。アルプタール渓谷を囲んでいる、標高 1,898m のグロッセン・ミューテン山（Grossen Mythen）を最高峰とする連峰の一つである。
ルツェルン湖地方の見晴らしが素有名で、多くの観光客が訪れる。スキーリゾートの一角でもある。
シュヴィーツ市近郊のリッケンバッハ村からローテンフルー索道（Rotenfluebahn）のゴンドラリフトで容易に上がることができる。以前のリフトは2台のケーブルカーが標高 1,527m まで上がっていたが、2004年に支柱が折れる危険性が判明し、解体された。その後、様々な企画とともにより高く上がるゴンドラが新設されて再開し、山頂から数メートルの場所に駅が設置された。山頂周辺には数件のレストランもある。